# Trichoderma aggressivum
Trichoderma aggressivum är en svampart. Trichoderma aggressivum ingår i släktet Trichoderma och familjen Hypocreaceae.

## Underarter
Arten delas in i följande underarter:
- europaeum
- aggressivum

## Källor

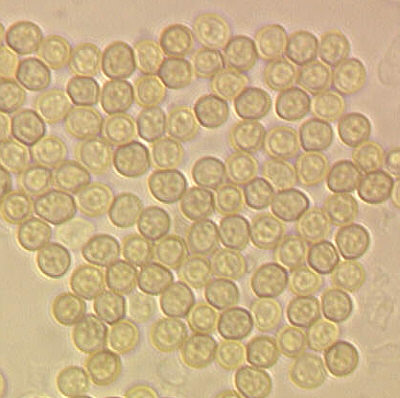